# Leptataspis royeri
Leptataspis royeri är en insektsart som beskrevs av Victor Lallemand 1922. Leptataspis royeri ingår i släktet Leptataspis och familjen spottstritar. Inga underarter finns listade i Catalogue of Life.